# Virginie Ledoyen
Pour les articles homonymes, voir Fernández et Ledoyen.
Virginie Ledoyen, nom de scène de Virginie Fernández, est une actrice française, née le 15 novembre 1976 à Paris 10e.

## Biographie

### Enfance et famille
Virginie Vanessa Fernández naît le 15 novembre 1976 à Paris au sein d'une famille d'origine en partie espagnole — Fernández est le nom de son père. Elle passe son enfance à Aubervilliers. Ses parents sont maraîchers et tiennent un stand sur les marchés ; elle les accompagne parfois dans leur métier de démonstrateurs et admire leur technique de vente à la manière de la commedia dell'arte. Dès ses premiers films et à la demande de son père, elle prend comme pseudonyme le nom de jeune fille de sa grand-mère paternelle, comme hommage au fait que celle-ci était actrice amatrice,. Alors qu'elle a 10 ans, ses parents divorcent.

### Débuts précoces de comédienne et publicité (années 1980)
En 1979, sa mère lui fait tourner des publicités, entre autres pour Blédina, Buitoni ou Air Inter.
En 1986, elle apparaît dans le clip Sauver l'amour de Daniel Balavoine et la même année elle intègre l'école des enfants du spectacle (Rognoni) à Paris. En 1987 à l'âge de 10 ans, elle est pour la première fois au cinéma, avec le film franco-italien Les Exploits d'un jeune Don Juan de Gianfranco Mingozzi,.
En 1988, elle joue dans le clip de François Feldman Je te retrouverai.

### Révélation critique (années 1990)

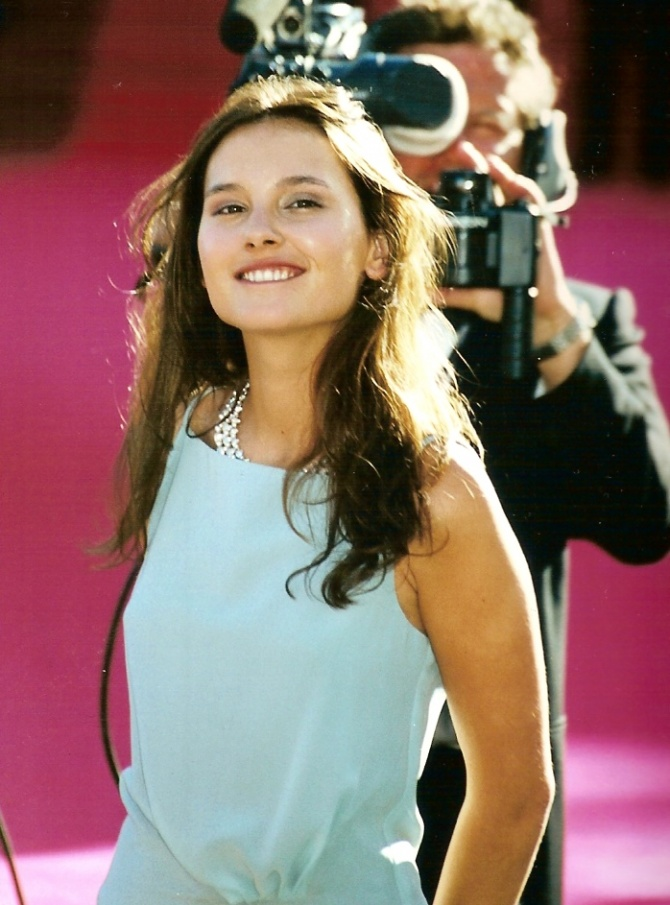
Virginie Ledoyen au festival de Cannes 2000, où elle est maîtresse de cérémonie.

En 1991 à l'âge de 14 ans, elle est choisie par Philomène Esposito pour jouer le rôle principal du film Mima, ce qui lui vaut les éloges des critiques pour son talent et son charisme d'actrice. Quelques mois plus tard, elle joue avec Marcello Mastroianni et Michel Piccoli dans Le Voleur d'enfants de Christian de Chalonge.
En 1993, elle est nommée pour le César du meilleur espoir féminin pour sa prestation dans Les Marmottes d'Élie Chouraqui. Sa rencontre avec Olivier Assayas, avec qui elle tourne deux films, est déterminante pour sa carrière. L'Eau froide la confirme dans sa vocation d'actrice.
Elle devient ensuite la nouvelle jeune actrice fétiche de Benoît Jacquot, avec la chronique contemporaine La Fille seule, qui lui vaut sa troisième nomination au César du meilleur espoir féminin, et l'adaptation de Marivaux La Vie de Marianne pour la télévision.
En 1999, elle devient ambassadrice et égérie de la marque de cosmétiques L'Oréal,.
En 2000, elle tente l'aventure hollywoodienne, en tenant le premier rôle féminin du thriller d'aventures La Plage,, premier essai américain du cinéaste britannique Danny Boyle, dont le tournage dans les îles Phi Phi, en Thaïlande, se fait aux côtés de Leonardo DiCaprio et Guillaume Canet. En France, elle fait partie du casting d'une adaptation télévisée des Misérables de Josée Dayan, où elle incarne Cosette, avec Gérard Depardieu dans le rôle de Jean Valjean. Cette exposition médiatique la confirme comme valeur montante d'un cinéma plus grand public.

### Diversification (années 2000)

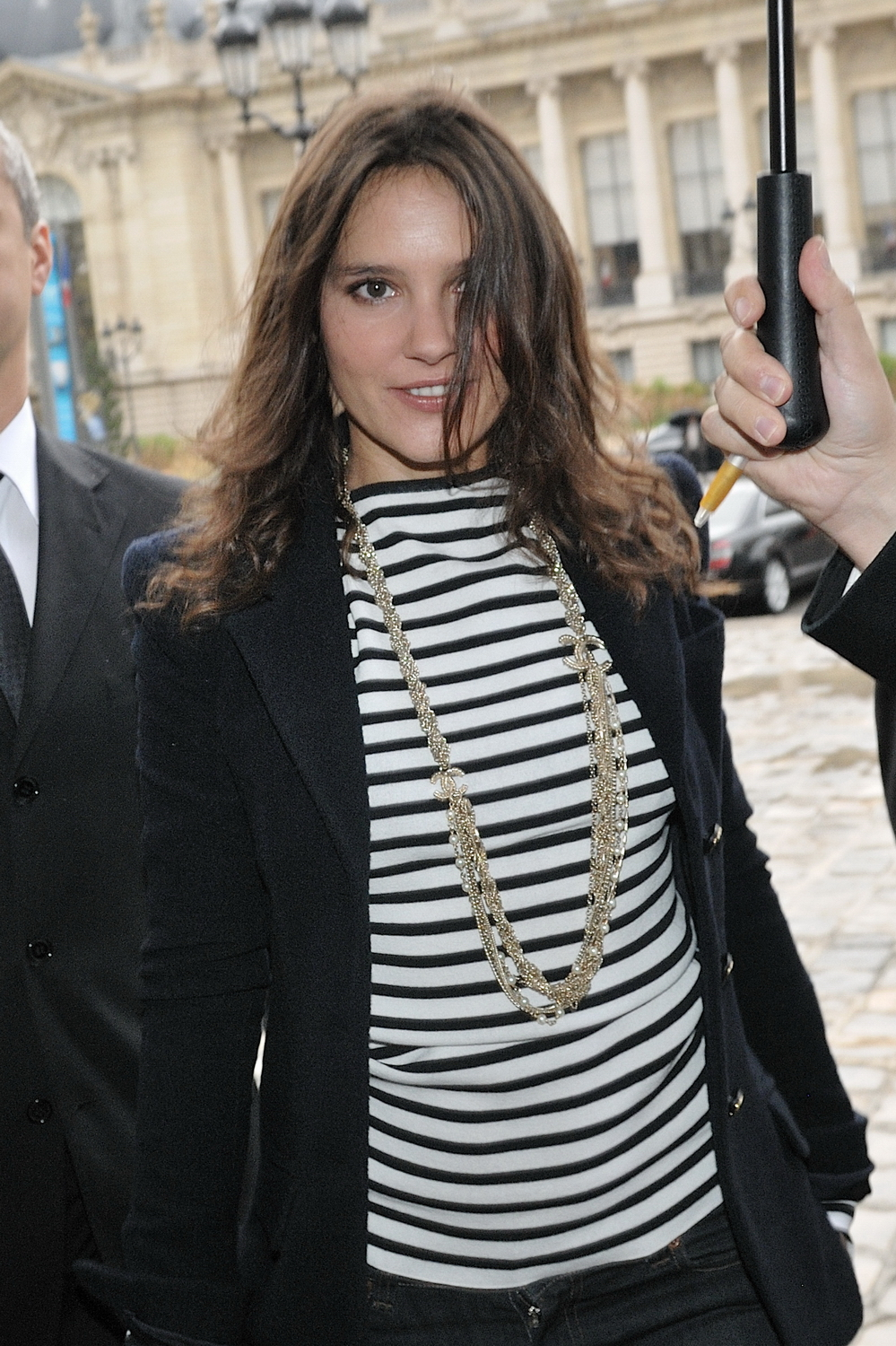
Virginie Ledoyen en 2010 au défilé de la collection printemps-été de Chanel.

En 2002, elle fait ainsi partie de la distribution quatre étoiles de Huit Femmes de François Ozon, dans lequel elle chante Toi mon amour, mon ami de Marie Laforêt. Le succès critique et commercial du film la relance, après la semi-déception de La Plage.
Elle confirme cet élément favorable en 2003 en figurant au générique du film historique Bon voyage, d'un cinéaste rare, Jean-Paul Rappeneau, mais aussi en disposant d’un petit rôle dans la comédie potache amenée à devenir « culte » Mais qui a tué Pamela Rose ?, d'Éric Lartigau.
En 2004, elle est membre du jury international du Festival international du film de Tokyo. Mais surtout, elle tente de s'imposer comme tête d'affiche en étant l'héroïne du film d'épouvante français, Saint Ange, réalisé par Pascal Laugier. Mais le film passe inaperçu.
Elle poursuit donc dans des distributions chorales et se replie sur des comédies populaires, et ce sous la direction de scénaristes-réalisateurs experts du genre : le vétéran Francis Veber en 2006, pour La Doublure, portée par Gad Elmaleh et Alice Taglioni ; en 2008, L'Emmerdeur, avec Patrick Timsit dans le rôle-titre, et Mes amis, mes amours, de Lorraine Lévy. Mais elle collabore aussi avec le réalisateur de comédie d'auteur Emmanuel Mouret, pour Un baiser, s'il vous plaît !, en 2007.
Si elle parvient à décrocher un premier rôle, ce sera sur les planches : en 2007, elle joue avec Arié Elmaleh dans la pièce de théâtre de Fabrice Roger-Lacan Irrésistible, mise en scène par Isabelle Nanty.
En 2009, elle revient au cinéma et au drame, en compagnie de Simon Abkarian et de Jean-Pierre Darroussin, dans la fresque historique L'Armée du crime de Robert Guédiguian, film sur la résistance du groupe Manouchian contre l'occupant allemand et le gouvernement de Vichy.
En 2010, elle devient égérie de la marque IKKS aux côtés de Vincent Pérez et elle tient un rôle secondaire dans la comédie Tout ce qui brille, le succès public et critique de Géraldine Nakache et Hervé Mimran.

### Retour au drame et télévision (années 2010)

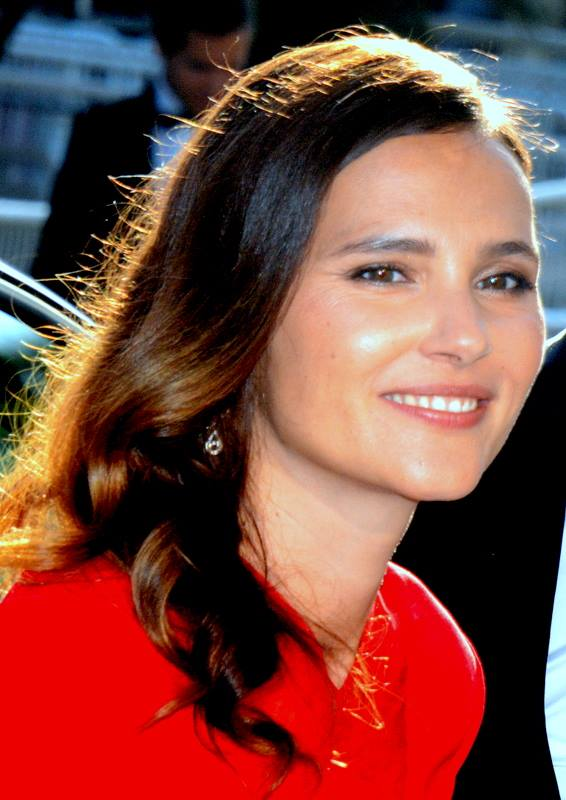
Virginie Ledoyen à la première de Enragés au festival de Cannes 2015.

Pour décrocher son premier rôle de femme d'action, elle se tourne vers la télévision : en 2011, elle est au casting de la série XIII : La Série, coproduction internationale diffusée en France par la chaîne Canal+, où elle incarne une tueuse à gages russe impitoyable. La série est cependant mal reçue par la critique, et remaniée en profondeur pour sa seconde saison, et l'actrice n'est pas reconduite.
C'est l'année suivante qu'elle parvient enfin à renouer avec un projet acclamé mondialement, en incarnant la duchesse de Polignac, l'une des trois protagonistes de la fresque historique Les Adieux à la reine, qui marque également ses retrouvailles avec Benoît Jacquot. Ce sont cependant les performances de Diane Kruger et Léa Seydoux qui retiennent surtout l'attention.
La même année, elle prête sa voix au personnage de Chloé Lynch dans le jeu Call of Duty: Black Ops 2, et participe à À votre bon cœur, mesdames, nouveau long-métrage à petit budget de Jean-Pierre Mocky.
L'actrice retrouve Emmanuel Mouret pour son premier essai dans un registre dramatique, Une autre vie, sorti en 2013.
En 2013, elle est membre du jury des longs-métrages lors du 70e Festival de Venise.
En 2014, elle participe à deux projets plus modestes : la comédie dramatique Ablations, d'Arnold de Parscau, et la comédie dramatique indépendante Le Monde de Fred, de Valérie Müller. Les deux films passent inaperçus.
L'année suivante, elle tient l'unique rôle principal féminin de la distribution du film d'action franco-canadien Enragés, d'Éric Hannezo. Le long-métrage est un flop.
En 2017, elle décide donc de revenir à la télévision : elle joue le rôle principal de Mélancolie ouvrière, un téléfilm, de Gérard Mordillat, avec Philippe Torreton et François Cluzet. Elle joue le rôle de Lucie Baud, une des premières femmes syndicalistes françaises, ouvrière dans les tissages de soie. Le tournage a lieu à Saint-Julien-Molin-Molette où le passé ouvrier a laissé des ateliers de tissage tels qu'elle les a connus.
Par ailleurs, elle tente, sur le modèle de l'actrice Alexandra Lamy, de relancer sa carrière en étant l'héroïne d'une mini-série de TF1 adaptant un roman de Harlan Coben : Juste un regard est réalisé par Ludovic Colbeau-Justin et connaît des bonnes audiences.
Lors du festival de Cannes 2018 elle fait partie du jury Un certain regard présidé par Benicio del Toro. La même année, elle figure dans deux longs métrages : elle revient à la comédie pour MILF, première réalisation de l'actrice humoriste Axelle Laffont ; un flop critique et commercial. Puis la grosse production familiale Rémi sans famille, portée par Daniel Auteuil, et réalisée par Antoine Blossier.
Lors du festival de Cannes 2019 elle préside le jury de la Queer Palm.
À partir de 2019, elle tourne sous la direction de Valérie Donzelli, dans les films Notre dame puis L'Amour et les Forêts, et dans la série Nona et ses filles où elle incarne une des trois filles de Miou-Miou. En 2021, elle incarne l'héroïne de la série L'Île aux trente cercueils, nouvelle adaptation du roman éponyme de Maurice Leblanc, puis l'année suivante Anne de Pisseleu dans le téléfilm Diane de Poitiers réalisé par Josée Dayan.
En 2023, elle est membre du jury au Festival du film de Cabourg.

### Engagements politiques
À l'occasion de la primaire présidentielle socialiste de 2011, elle déclare à la presse son intention de voter pour Martine Aubry pour le premier tour de scrutin.

### Vie privée
Le 27 septembre 2001, elle met au monde une fille prénommée Lila, qu'elle a eue avec Louis Soubrier, rencontré en 1996 sur le tournage de Héroïnes de Gérard Krawczyk.
Elle a été aussi la compagne du chanteur Benjamin Biolay ainsi que du cinéaste Pascal Laugier.
De 2007 au printemps 2015, elle vit avec l'acteur Arié Elmaleh. Leur fils, Isaac, naît en juillet 2010. Leur fille, Amalia, naît le 23 avril 2014.

## Filmographie

### Cinéma
- 1987 : Les Exploits d'un jeune Don Juan (L'iniziazione) de Gianfranco Mingozzi : Berta
- 1991 : Mima de Philomène Esposito : Mima
- 1991 : Le Voleur d'enfants de Christian de Chalonge : Gabrielle
- 1991 : Mouche de Marcel Carné (inachevé) : Mouche
- 1993 : Les Marmottes d'Élie Chouraqui : Samantha
- 1994 : La Folie douce de Frédéric Jardin : Charlie Léger
- 1994 : L'Eau froide d'Olivier Assayas : Christine
- 1995 : La Cérémonie de Claude Chabrol : Melinda
- 1995 : La Fille seule de Benoît Jacquot : Valérie
- 1996 : Sur la route d'Antoine Santana (court métrage)
- 1996 : Mahjong d'Edward Yang : Marthe
- 1997 : La Vie de Marianne de Benoît Jacquot : Marianne
- 1997 : Héroïnes de Gérard Krawczyk : Johanna
- 1997 : Ma 6-T va crack-er de Jean-François Richet : la fille au pistolet
- 1998 : En plein cœur de Pierre Jolivet : Cécile Maudet
- 1998 : Fin août, début septembre d'Olivier Assayas : Anne
- 1998 : Jeanne et le Garçon formidable d'Olivier Ducastel et Jacques Martineau : Jeanne
- 1998 : La fille d'un soldat ne pleure jamais (A Soldier's Daughter Never Cries) de James Ivory : la mère de Billy
- 2000 : La Plage (The Beach) de Danny Boyle : Françoise
- 2001 : De l'amour de Jean-François Richet : Maria
- 2002 : Huit Femmes de François Ozon : Suzon
- 2003 : Mais qui a tué Pamela Rose ? d'Éric Lartigau : la femme de ménage
- 2003 : Bon Voyage de Jean-Paul Rappeneau : Camille
- 2004 : Saint Ange de Pascal Laugier : Anna Jurin
- 2004 : Gang de requins d'Éric Bergeron : Lola (voix)
- 2005 : Holly de Guy Moshe : Marie
- 2006 : La Doublure de Francis Veber : Emilie
- 2006 : The Backwoods de Koldo Serra : Lucy
- 2007 : Un baiser, s'il vous plaît ! d'Emmanuel Mouret : Judith
- 2008 : Mes amis, mes amours de Lorraine Lévy : Audrey Morraine
- 2008 : L'Emmerdeur de Francis Veber : Louise
- 2009 : L'Armée du crime de Robert Guédiguian : Mélinée Manouchian
- 2010 : Tout ce qui brille de Géraldine Nakache et Hervé Mimran : Agathe
- 2011 : The Shape of Art to Come (moyen métrage) de Julien Levy
- 2012 : Les Adieux à la reine de Benoît Jacquot : la duchesse Gabrielle de Polignac
- 2012 : À votre bon cœur, mesdames de Jean-Pierre Mocky : Lisa
- 2013 : Une autre vie, d'Emmanuel Mouret : Dolorès
- 2014 : Ablations d'Arnold de Parscau : Léa Cartalas
- 2014 : Le Monde de Fred de Valérie Müller : elle-même
- 2015 : Enragés d'Éric Hannezo : la femme
- 2017 : Drôles d'oiseaux d'Élise Girard : Félicia
- 2018 : MILF d'Axelle Laffont : Cécile
- 2018 : Rémi sans famille d'Antoine Blossier : Madame Harper
- 2019 : Notre dame de Valérie Donzelli : Coco
- 2019 : Polina (Polina i tayemnyzia kinostudiyi) d'Olias Barco : la mère
- 2023 : L'Amour et les Forêts de Valérie Donzelli : Candice
- 2023 : Le Retour de Catherine Corsini : Sylvia
- 2024 : Le Mangeur d’âmes de Julien Maury et Alexandre Bustillo : Élisabeth Guardiano
- 2025 : Kaamelott : Deuxième volet partie 1 d’Alexandre Astier : Anna de Tintagel

### Télévision
- 1988 : La Vie en panne (mini-série télévisée) d'Agnès Delarive : Joëlle
- 1994 : La Règle de l'homme (téléfilm) de Jean-Daniel Verhaeghe : Violette
- 1995 : La Vie de Marianne (téléfilm) de Benoît Jacquot : Marianne
- 1995 : Les Sensuels (téléfilm) de Michel Marx
- 2000 : Les Misérables (mini-série télévisée) de Josée Dayan : Cosette
- 2001 : La Cape et l'Épée (série télévisée), épisode 18 La Famine du peuple de Valérie Firla : la fille que tout le monde veut sortir avec
- 2006 : La Forteresse assiégée (téléfilm) de Gérard Mordillat : l'impératrice Eugénie
- 2009 : L'une chante, l'autre aussi (documentaire) d'Olivier Nicklaus : elle-même
- 2009 : Myster Mocky présente de Jean-Pierre Mocky, saison 3, épisode 7 Martha in Mémoriam
- 2011 : XIII, la série (série télévisée), 13 épisodes : Irina
- 2013 : Scènes de ménages (série télévisée), épisode Entre amis : amie bikeuse de José
- 2017 : Mélancolie ouvrière (téléfilm) de Gérard Mordillat : Lucie Baud
- 2017 : Juste un regard (mini-série télévisée) de Ludovic Colbeau-Justin : Eva Beaufils
- 2020 : Myster Mocky présente, saison 5, épisode 2 Un vrai massacre de Jean-Pierre Mocky
- 2020 : Capitaine Marleau, épisode L'Arbre aux esclaves de Josée Dayan : Anne Duplessis
- 2020 : Ils étaient dix (mini-série télévisée) de Pascal Laugier : Barbara
- 2021 : Nona et ses filles (série télévisée) de Valérie Donzelli : Emmanuelle
- 2022 : L'Île aux trente cercueils (mini-série télévisée) de Frédéric Mermoud : Christine Vorski
- 2022 : Diane de Poitiers (téléfilm) de Josée Dayan : Anne de Pisseleu
- 2022 : Le Monde et sa propriété (mini-série télévisée) de Gérard Mordillat : Narratrice
- 2024 : Contre toi (série télévisée) de Christophe Lamotte : Esther Cavalieri
- 2024 : Sur la dalle de Josée Dayan
- 2026 : Le Rouge et le Noir de Gaël Morel : Mme Louise de Rênal

### Clips
- 2020 : Affliction, clip de la chanson de The Penelopes and Virginie Ledoyen
- 2021 : Le Train, clip de la chanson de Marc Lavoine, réalisé par Jérémie Lippmann

### Podcast
- 2020 : L'Employé, épisode 8 La Supérieure

### Jeux vidéo
- 2012 : Call of Duty: Black Ops 2 : Chloé Lynch (voix)

## Box-Office
| Film               | Année | Réalisateur       | Box-office        |
| ------------------ | ----- | ----------------- | ----------------- |
| Huit Femmes        | 2002  | François Ozon     | 3 711 394 entrées |
| La Doublure        | 2006  | Francis Veber     | 3 087 562 entrées |
| La Plage           | 2000  | Danny Boyle       | 2 280 331 entrées |
| Tout ce qui brille | 2010  | Géraldine Nakache | 1 420 183 entrées |
| La Cérémonie       | 1995  | Claude Chabrol    | 1 000 271 entrées |

## Musique
Virginie Ledoyen a participé à cinq enregistrements :
- 2005 : Happiness avec Adam Cohen
- 2006 : Opium avec Louis[28]
- 2017 : Cet enfant-là, reprise du titre de la chanteuse Barbara sur l'album-hommage Elles & Barbara dédié à cette dernière.
- 2020 : Affliction de The Penelopes
- 2022 : Jusqu'à ce que l'amour nous sépare avec Marc Lavoine sur son album Adulte jamais

## Distinctions

### Récompenses
- SACD Awards 1998 : Lauréate du Prix Suzanne-Bianchetti de la jeune actrice la plus prometteuse dans un drame romantique pour La Plage (1998).
- Berlinale 2002 : Meilleure actrice dans une comédie musicale pour Huit Femmes (2002) partagée avec Fanny Ardant, Emmanuelle Béart, Danielle Darrieux, Catherine Deneuve, Isabelle Huppert, Firmine Richard et Ludivine Sagnier.
- Prix du cinéma européen 2002 : Prix du cinéma européen de la meilleure actrice dans une comédie musicale pour Huit Femmes (2002) partagée avec Fanny Ardant, Emmanuelle Béart, Danielle Darrieux, Catherine Deneuve, Isabelle Huppert, Firmine Richard et Ludivine Sagnier.

### Nominations
- 19e cérémonie des César : Meilleur espoir féminin pour Les Marmottes
- 20e cérémonie des César : Meilleur espoir féminin pour L'Eau froide
- 21e cérémonie des César : Meilleur espoir féminin pour La Fille seule

### Décoration
- Officière de l'ordre des Arts et des Lettres, 2007